# Johannes Janda
Johannes Janda (3. ledna 1827 Darkovičky – 14. listopadu 1875, Berlín) byl slezsko-německý sochař a řezbář klasicismu a historismu. Jedním z jeho děl je i nový náhrobek Arnošta z Pardubic v Kladsku.

## Život
Patnáctiletého Jandu podporoval v jeho zájmu o dřevořezbu, dbal o jeho všeobecné i jazykové vzdělání a sám vyučoval kreslení tehdejší majitel hlučínského panství MUDr. Viktor Wichura, a později také majitel hlučínského zámku, baron Salomon Mayer Rothschild. V roce 1845 se Janda odstěhoval do Vratislavi ke studiu na umělecké škole a dále se vzdělával. Dále studoval na Umělecké akademii v Drážďanech. Janda se uchytil v ateliéru slavného berlínského sochaře Christiana Raucha, od roku 1864 měl v Berlíně vlastní uměleckou dílnu. V roce 1867 získal už jako renomovaný umělec státní stipendium na studijní cestu do Itálie.

## Dílo
Za pobytu v Římě modeloval podobizny papeže Pia IX. Jedna z byst tohoto papeže pak ozdobila prostory Říšského sněmu v Berlíně.
Jandova samostatná tvorba v Prusku a ve Slezsku spadá do let 1852–1875:
- sochy světců v kostele sv. Michaela Archanděla v Berlíně (1856)
- zinková socha sv. Jenovéfy se srnkou, Rudy/Polsko (1869)
- bronzová socha sv. Huberta s jelenem (1864), v loveckém zámku Promnice u Pštiny (dnes Polsko)
- Náhrobek prvního pražského arcibiskupa Arnošta z Pardubic v kostele Nanebevzetí Panny Marie v Kladsku (dnes rovněž Polsko) (1870)
- Růžencová madona se sv. Dominikem pro kostel sv. Pavla v Berlíně-Moabitu
- figurální výzdoba domu rodiny Eckardsteinovy v Berlíně
- socha Germánie (čtyři odlitky v městech Wittmund, Oberhausen, Bünde a Eschwede)
- mariánský sloup v Szombierkach u Bytomi/Polsko
- Díla, která Janda věnoval Hlučínu a Darkovičkám:
  - Reliéf Růžencová slavnost pro někdejší farní kostel v Hlučíně.
  - Socha Panny Marie Neposkvrněného početí – na návsi u školy v Hlučíně-Darkovičkách, vysvětil ji hlučínský děkan Richter 16. srpna 1863 za přítomnosti autora a lidu.

## Galerie

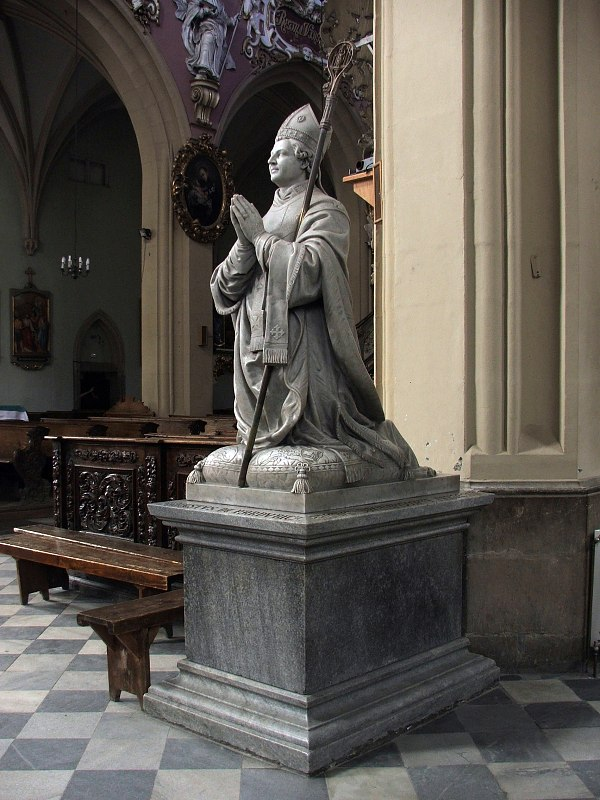
Náhrobek Arnošta z Pardubic v kostele Nanebevzetí Panny Marie v Kladsku